# Zagymnus variatus
Zagymnus variatus é uma espécie de coleóptero da tribo Agallissini (Cerambycinae), com distribuição restrita ao estado de Sinaloa (México).

## Sistemática
- Ordem Coleoptera
  - Subordem Polyphaga
    - Infraordem Cucujiformia
      - Superfamília Chrysomeloidea
        - Família Cerambycidae
          - Subfamília Cerambycinae
            - Tribo Agallissini
              - Gênero Zagymnus
                - Z. variatus (Chemsak & Linsley, 1968)